# Cueva Borja
La cueva Borja (Salinas, Alicante), ubicada en la zona de los Castillejos, es una cueva que cuenta con dos amplias estancias y una profundidad de 20 m. Históricamente se ha utilizado como refugio, habiendo en las cercanías evidencia de varias torres y un posible aljibe de época incierta. Todo parece indicar que la fortificación no fue destruida, sino que nunca acabó de construirse.